# Rabat Ajax Football Club
Maillots
Le Rabat Ajax Football Club est un club de football maltais basé à Rabat, fondé en 1930.

## Historique
- 1930 : fondation du club sous le nom de Rabat Rovers
- 1937 : fusion avec les Rabat Rangers et Old City en Rabat Zvanks
- 1938 : le club est renommé Rabat FC
- 1980 : fusion avec Rabat Ajax en Rabat Ajax FC
- 1983 : 1re participation à une Coupe d'Europe (C3, saison 1983/1984)

## Bilan sportif

### Palmarès
- Championnat de Malte
  - Champion : 1985, 1986
  - Vice-champion : 1984

- Coupe de Malte
  - Vainqueur : 1986
  - Finaliste : 1954

- Supercoupe de Malte
  - Vainqueur  : 1985, 1986

### Bilan européen
En 4 participations européennes, Rabat Ajax a disputé 8 matchs, pour 8 défaites, 0 buts marqués et 40 buts encaissés, soit 5 buts encaissés par match en moyenne.
Note : dans les résultats ci-dessous, le score du club est toujours donné en premier.
| Saison    | Compétition               | Tour                | Club              | Domicile | Extérieur | Total  |
| --------- | ------------------------- | ------------------- | ----------------- | -------- | --------- | ------ |
| 1983-1984 | Coupe UEFA                | Premier tour        | Inter Bratislava  | 0 - 10   | 0 - 6     | 0 - 16 |
| 1984-1985 | Coupe UEFA                | Premier tour        | Partizan Belgrade | 0 - 2    | 0 - 2     | 0 - 4  |
| 1985-1986 | Coupe des clubs champions | Seizièmes de finale | Omonia Nicosie    | 0 - 5    | 0 - 5     | 0 - 10 |
| 1986-1987 | Coupe des clubs champions | Seizièmes de finale | FC Porto          | 0 - 1    | 0 - 9     | 0 - 10 |

Légende
- Victoire ou qualification pour le tour suivant
- Match nul
- Défaite ou élimination de la compétition